# Helle Degn
Helle Degn (ur. 20 października 1946 w Kopenhadze) – duńska polityk i nauczycielka, parlamentarzystka, w latach 1993–1994 minister współpracy na rzecz rozwoju.

## Życiorys
Kształciła się w kolegium nauczycielskim Blågård Seminarium, w 1971 zdała egzamin zawodowy. Od tegoż roku pracowała jako nauczycielka. Działaczka partii Socialdemokraterne. W latach 1969–1972 wchodziła w skład zarządu gminy Tårnby. W latach 1971–1975 i 1977–2000 sprawowała mandat posłanki do Folketingetu. Od 1982 do 1987 kierowała Ligestillingsrådet, rządową radą do spraw równości. W 1987 zasiadała w Radiorådet (głównym organie Danmarks Radio).
Od stycznia 1993 do września 1994 pełniła funkcję ministra współpracy na rzecz rozwoju w pierwszym rządzie Poula Nyrupa Rasmussena. Po odejściu z parlamentu była komisarzem Rady Państw Morza Bałtyckiego do spraw rozwoju demokratycznego (2000–2004) i przewodniczącą centrum dla kobiet Rehabiliteringscentret for etniske kvinder i Danmark (2005–2008). Kierowała też instytucją Mandela Center Danmark (2008–2011).